# Kelsey Lewis
Kelsey Danae Lewis (* 2. Mai 1995 in Lancaster, Kalifornien; † 26. Oktober 2024 in San Jacinto) war eine US-amerikanische Schauspielerin.

## Leben und Wirken
Kelsey Lewis wurde als Tochter des Motocrossfahrers Kyle Lewis geboren. Bereits im Alter von vier Jahren begann sie ihre Schauspielkarriere. Sie trat in Werbefilmen für Disneyland Resort, Toys “R” Us, Merrill Lynch, Cisco, Ford Mustang und anderen auf. Mit sieben Jahren wurde sie einem größeren Publikum bekannt, als sie im Musikvideo Family Portrait die junge Pink spielte. Auch im Musikvideo Trouble war sie zu sehen. Ihre erste Filmrolle hatte sie als Nellie O’Malley in Samantha: An American Girl Holiday. Daneben hatte sie Gastrollen in mehreren Fernsehserien und -filmen.
Sie starb am 26. Oktober 2024 im Alter von 29 Jahren.

## Filmografie
- 2002: Lass es, Larry! (Curb Your Enthusiasm, Fernsehserie, Folge 3x01 Chets Hemd)
- 2002: Family Portrait (Musikvideo von Pink)
- 2003: A.N.I. 1240 (Kurzfilm)
- 2002: Trouble (Musikvideo von Pink)
- 2004: Samantha: An American Girl Holiday (Fernsehfilm)
- 2006: The Inside (Fernsehserie, Folge 1x10 Little Girl Lost)
- 2006: Gilmore Girls (Fernsehserie, Folge 7x03 Knigge-Girls)
- 2007: Tim and Eric Awesome Show, Great Job! (Fernsehserie, Folge 1x05 Chunky)
- 2007: A Grandpa for Christmas (Fernsehfilm)
- 2007: Liebe wagt neue Wege (Love’s Unfolding Dream, Fernsehfilm)
- 2008: Cold Case – Kein Opfer ist je vergessen (Cold Case, Fernsehserie, Folge 6x11 Über den Wolken)
- 2017: Confessions of a Teenage Jesus Jerk